# Machory
Machory – wieś sołecka w Polsce położona w województwie świętokrzyskim, w powiecie koneckim, w gminie Ruda Maleniecka.
Do 1954 roku istniała gmina Machory. W latach 1954–1961 wieś należała i była siedzibą władz gromady Machory, po jej zniesieniu w gromadzie Marcinków. W latach 1975–1998 miejscowość administracyjnie należała do województwa kieleckiego.
Przez wieś przechodzi  czerwony szlak turystyczny z rezerwatu przyrody Diabla Góra do Łącznej. 
Wieś jest siedzibą rzymskokatolickiej parafii Niepokalanego Serca NMP.

## Części wsi
| SIMC    | Nazwa     | Rodzaj    |
| ------- | --------- | --------- |
| 1018048 | Browar    | część wsi |
| 0266502 | Cegielnia | osada     |
| 0266494 | Górka     | część wsi |
| 1018060 | Koszary   | część wsi |

## Historia
Machory, odległe zaledwie o kilometr w dół Czarnej od bardziej znanego Maleńca, szczycą się równie bogatymi tradycjami przemysłowymi. W 1867 r. Machory posiadały status gminy i znajdowały się w powiecie opoczyńskim guberni radomskiej, który składał się wtedy z 8 osad miejskich i 23 gmin. Miejscowość była jednym z wielu ośrodków przemysłu hutniczego od początków XVI wieku (pierwsze wzmianki o lokalnej kuźnicy ok. 1510 r.). W powiecie tym w XVIII w. wyodrębniły się cztery okręgi: przysuski, drzewicki, białaczowski i maleniecko-machorowski. Wszystkie leżały w granicach Staropolskiego Zagłębia Przemysłowego.

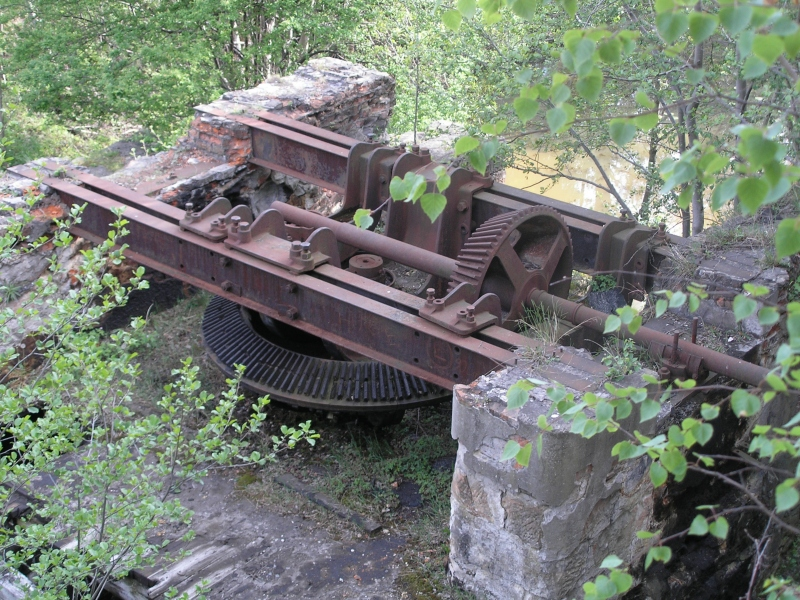
Zespół napędowy zakładu

W owym czasie technologia produkcji surówki polegała na wytopie rudy żelaza w wielkim piecu opalanym węglem drzewnym pozyskiwanym z okolicznych lasów, gdzie również wydobywano rudę. Natomiast wody rzek zaopatrywały w energię urządzenia fabryk.
Jak wskazują urzędowe spisy z lat 1775 i 1789 kalwin Marcin Dołęga (podpułkownik wojsk koronnych), podpułkownik wojsk koronnych, dziedzic Adamowa, Chełst, Marcinkowa, Myśliborza, Machor, Sulborowic i Wesołej, posiadał 6 dymów fabrycznych w Młynku Podborskim i 4 fabryczne w Machorach. Według spisu w 1782 r. wielkość produkcji surówki wielkopiecowej wytwarzanej w Machorach wynosiła 3000 cetnarów (ok. 198 ton) rocznie, była ona uzdatniana przez trzy fryszerki. Kolejne lata po trzecim rozbiorze Polski i okres wojen napoleońskich wpłynął niekorzystnie na działalność fabryk żelaza w Polsce. 
Marcin Dołęga i Michał Odrowąż Strasz uważani są przez historyków za osiemnastowiecznych pionierów akcji osadniczej wieczystodzierżawnej w dawnym powiecie opoczyńskim. To właśnie Marcin Dołęga założył nową kolonię na terenie Chełst około 1775 r. Jej nazwa Marcinków pochodzi od imienia swego założyciela, choć pierwotnie nosiła nazwę Pieńki.
W 1802 roku wielkość produkcji rocznej w Machorach spadła do 806 cetnarów (ówczesny właściciel - Michał Dołęga). 
Około 1806 roku majątek Machory stał się własnością Ignacego i Katarzyny Dembińskich - właścicieli dóbr Przysucha. Nabył go w imieniu Dembińskich ksiądz opat L’abbe Terasson.
Przybył on z Wiednia 20 kwietnia 1805 roku na zaproszenie Katarzyny Dembińskiej i otrzymał posadę rządcy tymczasowego całych dóbr. Wraz z nim przybyło kilku Niemców, których Terasson zatrudnił na stanowiskach administratorów w okolicznych folwarkach. Jednak żaden z nich nie był specjalistą w dziedzinie zarządzania gospodarką rolną. 
Pierwszym chybionym przedsięwzięciem Terassona był zakup właśnie majątku Machory za wygórowaną kwotę 11 750 złp. Majątek ten w owym czasie składał się w dużej części z nieużytków. Kolejnym złym posunięciem pełnomocnika była budowa wielkiego pieca w Machorach, którego koszty budowy wyniosły kilkanaście tysięcy złotych, a przewidziany okres eksploatacji pieca mógł wynieść maksymalnie 3 - 4 lata. Dobra zarządzane przez niego szybko zaczęły popadać w długi. Oprócz nietrafnych inwestycji Terasson zawierał również niekorzystne lub niemożliwe do wykonania kontrakty. Między innymi podpisał umowę z Fraenkelem na dostawę żelaza z miejscowych zakładów. Początkowo miało to być 5 000 cetnarów po 44 złp.za cetnar, ostatecznie zobowiązał się dostarczyć Frankelowi 20 000 cetnarów. Z tej umowy nie wywiązał się. Wkrótce majątek stanął przed widmem bankructwa i aby ratować dobra przysuskie Dembińscy postanowili sprzedać Machory i Korytków.
W 1814 roku dobra Machory i Korytków nabył na licytacji Samuel Leopold Antoni Fraenkel, a następnie 17 III 1817 roku wydzierżawił swemu pasierbowi-Ludwikowi Laskiemu, Machory i Sulborowice.
W 1826 roku małżonkowie Atalia i Samuel Leopold Antoni Fraenkel sprzedali synowi Atalii, Józefowi Ludwikowi Laskiemu: Machory, Młynek, Marcinków, Adamów, Chełsty, Wyszynę, Piasek oraz dobra Sulborowice za sumę 350 000 zł.
W 1833 roku, po przeprowadzeniu prób uruchomiono w Machorach pierwszą pudlingarnię, co spowodowało przewrót w produkcji żelaza w Królestwie. Projektantem i budowniczym pieców pudlingowych był wybitny metalurg, urodzony w Sandomierszczyźnie Wojciech Krygier. Surówki dostarczał miejscowy wielki piec, który pracował do 1880 r.
W 1850 roku w Machorach istniało 6 zakładów, a wartość produkcji wyniosła 12 000 rubli srebrnych. Spis z 1860 roku odnotował 5 zakładów i wartość produkcji na poziomie 50 000 rubli srebrnych. Folwarki Machory i Myślibórz służyły też jako baza surowcowa. Na terenie dóbr Machory znajdowały się kopalnie glinki białej i rudy żelaza.

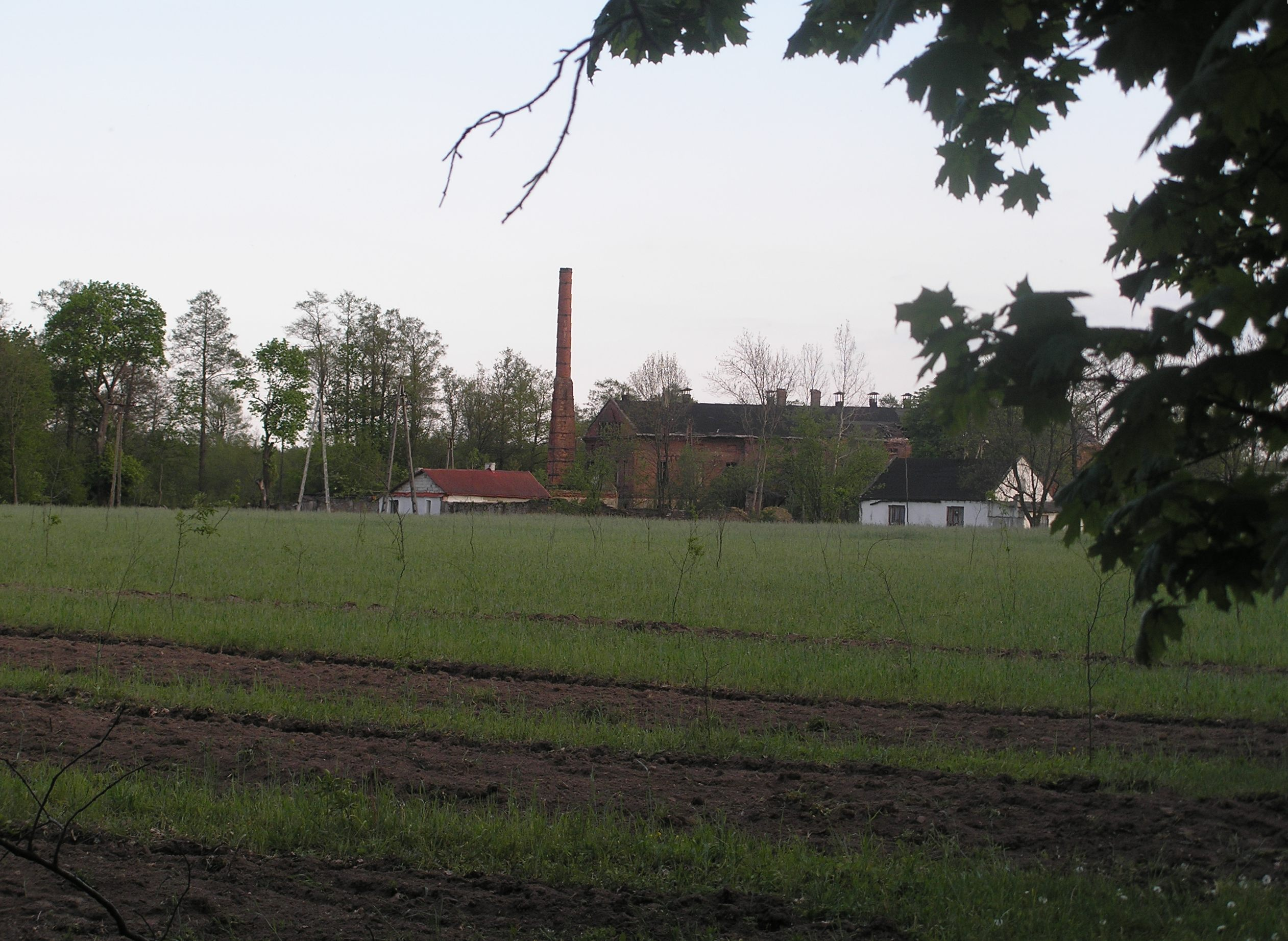
Widok fabryki od strony ogrodu

W 1862 r. dobra Machory oraz Klew i Sulborowice stały się własnością Antoniego Laskiego i Ludwiki z Laskich, małżonki Rudolfa Beningsena. Wtedy też powstały nowe kolonie. Były to: Antoniów - nazwa pochodzi prawdopodobnie od imienia założyciela, Cegielnia, Jasin(Jasion), Maliny, Dąbrowa (Nowa Góra), oraz Podlesie. Kolonie te zostały utworzone w obrębie folwarku Machory.
Jak podaje Słownik geograficzny Królestwa Polskiego w 1875 r. wyprodukowano w zakładach machorowskich 45000 pudów żelaza surowego i 2400 pudów żelaza kutego.
Słownik geograficzny Królestwa Polskiego wymienia w 1884 roku Machory jako wieś folwarczną i osiedle fabryczne nad rzeką Czarną w powiecie Opoczno, parafia Żarnów – własność barona Frankela. Znajdowało się tu wówczas 17 domów wraz ze 193 mieszkańcami. 1344 morgi ziemi stanowiły własność dworską, a 67 włościańską. Oprócz kopalni glinki i rudy żelaza, znajdował się tu wielki piec i fryszerka. To samo źródło wymienia Gminę Machory z siedzibą w Marcinkowie. W jej skład wchodziły następujące miejscowości: Adamów, Antoniew (Antoniów), Bronów, Brzezie, Cegielnia, Chełsty, Czersko, Grębenice, Justynów, Jasion, Klew, Kuźminka, Malenie, Maleniec, Machory, Marcinków, Myślibórz, Młynek, Nowa Góra, Polesie, Poręba, Ruszenice, Siedlew (Siedlów), Sielec, Siergiejewek, Siucice, Skórkowice, Sosnowica, Sulborowice, Tama, Tomaszew (Tomaszów), Widuch, Władysławów, Wolica, Wozniesieńsk, Zawada, Zdyszewice.
Według Towarzystwa Kredytowego Ziemskiego dobra Machory składały się z folwarków: Machory i Wyszyna, osad fabrycznych: Młynek, Nowa Góra, Dąbrowa i Sielec oraz wsi: Adamów, Marcinków, Chełsty, Wyszyna, Jasion, Maliny, Antoniów, Polesie, Młynek, Nowa Góra, Cegielnia i Tama.
Na przełomie XIX i XX w. nastąpiła zmiana sposobu produkcji surówki polegająca na zastosowaniu koksu do opalania wielkiego pieca. Pozwalało to osiągać 25000 ton surówki rocznie podczas gdy piec zasilany węglem drzewnym mógł wyprodukować tylko ok. 1500 ton. Tak więc mało wydajna technologia produkcji stała się główną przyczyną upadku hut żelaza na Kielecczyźnie.
Na skutek małej opłacalności produkcji surówki już w roku 1898, na terenie dawnej huty, ówczesny właściciel Ludwik Bayer otworzył fabrykę kafli i tektury, jedną z najważniejszych na terenie zaboru rosyjskiego. Na przełomie XIX i XX w. fabryka w Machorach zatrudniała około 200 pracowników. Zakład posiadał własne składy sprzedaży w Warszawie, Łodzi, Petersburgu, Moskwie i Odessie.
Wielka powódź w 1923 r. spowodowała wielkie zniszczenia w machorowskiej fabryce. Znacznym uszkodzeniom uległ system napędowy fabryki, jak również poprzerywane zostały w wielu miejscach jazy rzeczne. Przesądziło to ostatecznie o zakończeniu produkcji metalurgicznej zakładu w Machorach. Walce zostały przekazane do fabryki w Maleńcu, gdzie znajdują się do dziś. Można zobaczyć je na terenie zabytkowego zakładu leżące przed halą walcowni.
W początkowych latach produkcji ceramiczne kafle piecowe z machorowskiej fabryki zachwycały różnorodnymi zdobieniami. Produkowano też wzory przedstawiające sceny rodzajowe i historyczne. Wyroby te cieszyły się popularnością w całym Imperium Rosyjskim. Około 1900 roku L. Bayer wygrał przetarg na budowę pieców i kuchni dworcowych na odcinku kolei transsyberyjskiej od Uralu do Władywostoku. Kooperantem jego była odlewnia Piotra Ławacza powstała w Końskich w 1894 roku, produkująca galanterię piecową.
W latach trzydziestych XX wieku inwentaryzacja przeprowadzona przez Polski Komitet Energetyczny wśród czynnych zakładów wodnych w Polsce (lokalnych elektrowni, młynów, fabryk, itp. wykorzystujących energię wodną) odnotowała m.in. Fabrykę tektury w Machorach z napędem wodnym o mocy 14,7 kW.
W latach międzywojennych zamontowany był w fabryce generator, który zaopatrywał w energię elektryczną zakład oraz zabudowania dworskie. Do jego napędu służyła turbina wodna Francisa napędzająca wcześniej walcarki. Urządzenia te pracowały do 1970 r., kiedy to nastąpiła elektryfikacja wsi.
Od 2 sierpnia 1919 r. do 30 marca 1939 r. Machory jako najliczniejsza gmina (obok Opoczna) powiatu opoczyńskiego należała do województwa kieleckiego. Od 1 kwietnia 1939 r. powiat opoczyński włączony został do województwa łódzkiego.
Spis Powszechny z 1921 r. podaje, że w Machorach znajdowało się 31 budynków mieszkalnych zamieszkanych przez 300 mieszkańców w tym 9 narodowości żydowskiej.

## Zabytki
Większość zabytków we wsi mocno podupadła, na miejscu zachowały się tylko nieliczne piece kaflowe z czasów funkcjonowania zakładu. Próbki wyrobów machorowskiej kaflarni można było do niedawna zobaczyć w kościele parafialnym.
Do pozostałości po zespole kaflarni i papierni należą budynki fabryczne (bez pierwotnego wyposażenia) oraz nieźle zachowany system napędowy zakładu wraz z systemem spiętrzającym i doprowadzającym wodę. 
Oprócz budynków fabryki można obejrzeć w Machorach zabytkowy dwór, zabudowania folwarczne oraz dom "Dołęgów", w którego sieni zachował się jeszcze zabytkowy magiel. Niedaleko drogi znajduje się kamieniołom nazywany "skałą", wydobywano z niego piaskowiec. Posłużył on do budowy grobli oddzielającej koryto rzeki Czarnej od stawu zasilającego urządzenia fabryki w Machorach. Grobla ta biegnie od Maleńca do Machor. W pobliskim lesie zachowała się murowana kaplica kryta gontem. Pod jej podłogą znajduje się krypta, gdzie pochowani byli przodkowie Dołęgów. O hutniczej przeszłości miejscowości świadczą też nazwy okolicznych wsi. Są to:Cegielnia stanowiąca obecnie część Machor i leżąca nieopodal Tama. Pochodzenie nazwy Machory jest natomiast nieznane, podobnie nazw Browar, Dulis, Koszary i Okrąglica – pozostałych części Machor.

## Kościół i kaplica w Machorach
Wydaje się, ciekawym fakt, że kolejni właściciele Machor byli innowiercami. Przedstawiciele rodu Dołęgów należeli do wyznawców kalwinizmu. Być może właśnie dlatego nie ma w Machorach figur przydrożnych jakie można spotkać w okolicznych miejscowościach niemal przy każdej drodze wychodzącej ze wsi. Jedną z głównych zasad w kalwinizmie był zakaz umieszczania w kościele obrazów i rzeźb, nie stosowano nawet krucyfiksów. Jedyna figura wykonana z piaskowca znajduje się na skrzyżowaniu dróg, obok bramy prowadzącej do zabudowań dworu. Została ufundowana przez Ludwika Bayera w 1906 r.- jak wskazuje napis. Jedyny ślad sakralny jaki pozostawili Dołęgowie to wzniesiona przez nich kaplica nagrobna na zachodnim skraju miejscowości w której krypcie, spoczęły szczątki ich przodków. 
Kolejnymi właścicielami Machor była znana rodzina przemysłowców i bankierów pochodzenia żydowskiego Fraenkelów. Przeszli oni co prawda na wiarę rzymskokatolicką w 1806 roku, jednak prawdopodobnie nie byli związany zbytnio z miejscowością, prowadzili bowiem liczne interesy w kraju jak i za granicą.
Następny z właścicieli-Ludwik Bayer, z pochodzenia był Niemcem wyznającym protestantyzm. Jednak dość szybko wtopił się w okoliczne środowisko. W okresie międzywojennym przewodniczył ziemiaństwu w okolicach Żarnowa. Między innymi na przełomie XIX i XX wieku wspierał rozbudowę kościoła św. Mikołaja w Żarnowie, był jednym z inicjatorów reaktywowania żarnowskiej straży ogniowej. Po rozpoczęciu działalności jednostki w 1911 roku pełnił funkcję jej prezesa w latach 1913-16. Był jednym ze sponsorów jak również członkiem komitetu budowy siedziby towarzystwa gimnastycznego Sokół w Końskich w latach 1927-29.
Ludwik Bayer pod koniec życia przeszedł na katolicyzm. W swoim majątku w jednym z zabudowań dworskich założył kaplicę dla pracowników swej fabryki i folwarku. Większość wyposażenia kaplicy została wykonana w miejscowej kaflarni. 

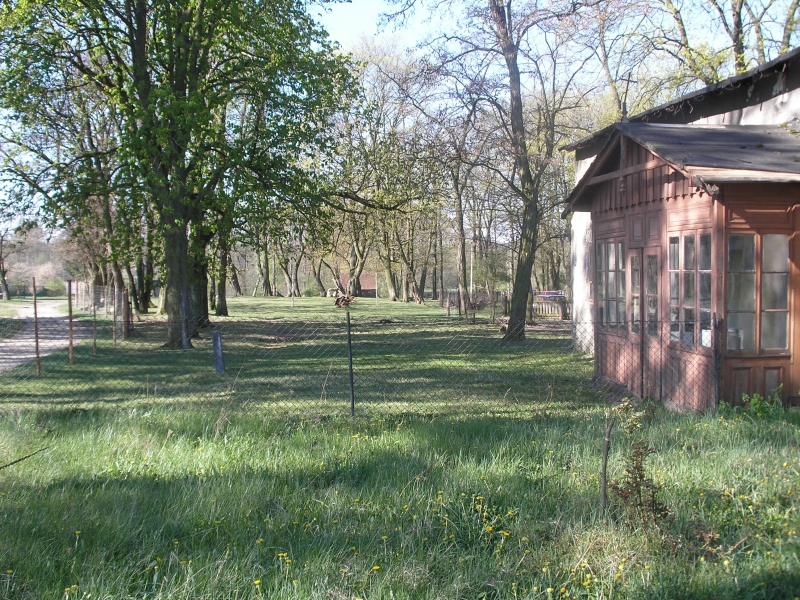
Ganek kaplicy dworskiej

Do lat 60. XX w. nabożeństwa odprawiane były w dawnej kaplicy założonej przez L. Bayera. Jednak budynek znajdował się w złym stanie technicznym i był zbyt ciasny dla dużej liczby wiernych. Staraniem księży związanych z macierzystą parafią Żarnów i przy udziale mieszkańców poddano remontowi jeden z dawnych budynków dworskich adaptując go na kościół. Do nowo wzniesionego kościoła przeniesiono wyposażenie z kaplicy dworskiej. Był to między innymi ołtarz, mównica, obudowa tabernakulum, świeczniki itp. wykonane w kaflarni machorowskiej. 
W listopadzie 2008 roku podczas remontu kościoła (między innymi wymieniono ołtarz) odnaleziono dokument z początku XX w. wskazujący L. Bayera jako fundatora dawnej świątyni i opisujący początki kaplicy machorowskiej.
Od 1964 r. zgodnie z dokumentami kościelnymi Machory stały się samodzielną placówką duszpasterską. Wspólnota parafialna liczy dziś niespełna 300 wiernych i jest najmniejszą w diecezji.

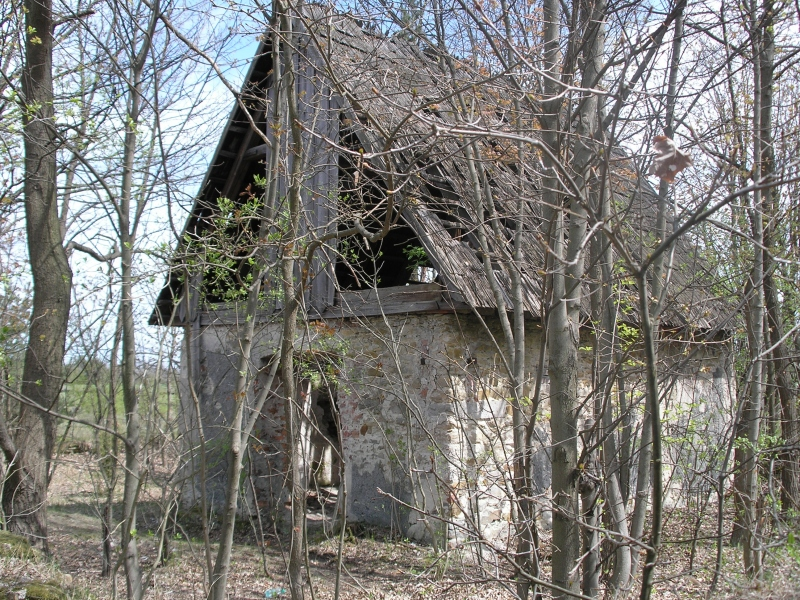
Kaplica Dołęgów

W sobotę, 31 lipca 2011 roku odbyła się uroczystość poświęcenia Grobowej Kaplicy Dołęgów. Kaplica usytuowana jest w lesie niedaleko drogi łączącej Adamów (w gminie Żarnów) i Machory (w gminie Ruda Maleniecka). 

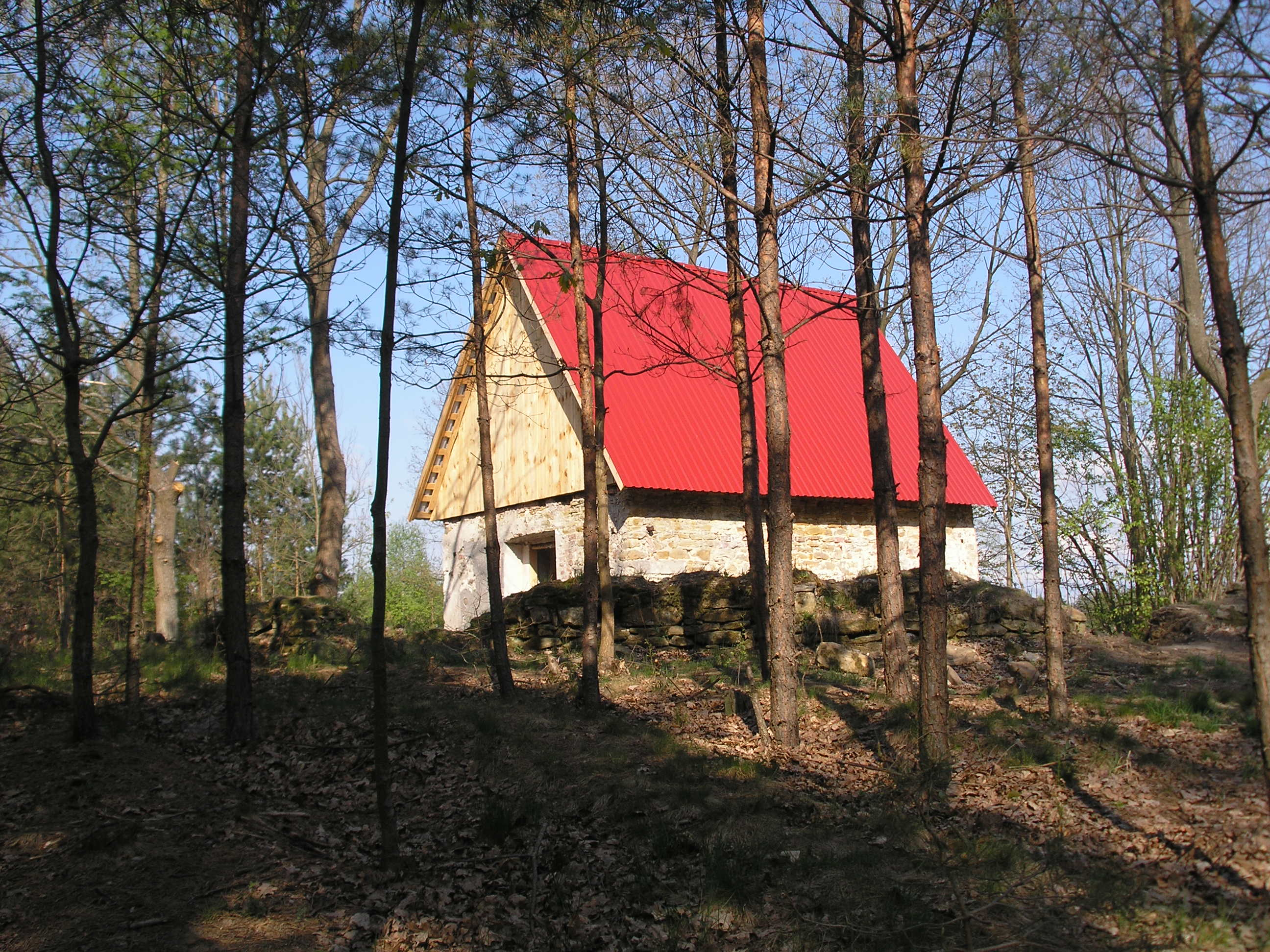
Kaplica Dołęgów podczas remontu

Przez lata opuszczony i zaniedbany obiekt, został odrestaurowany dzięki pomocy lokalnego samorządu i wysiłkowi miejscowej społeczności. Nabożeństwo odprawił proboszcz, a zarazem przedstawiciel komitetu odbudowy zrujnowanej kaplicy ks. Aleksander Mańka. 
Zwieńczenie prac polegało na wyposażeniu wnętrza kaplicy. Ks. Mańka sprowadził figurę św. Franciszka oraz krzyż. Do budowy ołtarza posłużyły elementy wykonane w machorowskiej kaflarni Ludwika Bayera. Pełniły one taką samą rolę w kaplicy dworskiej na początku XX wieku, a później przez lata znajdowały się w kościele parafialnym. Ks. Bp. Henryk Tomasik-Ordynariusz Diecezji Radomskiej, na prośbę ks. Aleksandra Mańki, nadał kaplicy patrona-Świętego Franciszka z Asyżu, który jest patronem leśników. 

## Urodzeni w Machorach
Antoni Karol Kolberg ur. 13 czerwca 1815 r. w Machorach zm. 19 grudnia 1882 r. w Warszawie - artysta malarz.
Artur Gliszczyński ur. 27 lipca 1869 r. w Machorach zm. 18 października 1910 r. w Warszawie – dziennikarz, humorysta i satyryk, ps. Glizda, Argus.
Józef Radwan ur. 19 marca 1887 r. w Machorach zm. 22 marca 1977 r. w Zalesiu Dolnym – polski urzędnik, minister.

## Galeria

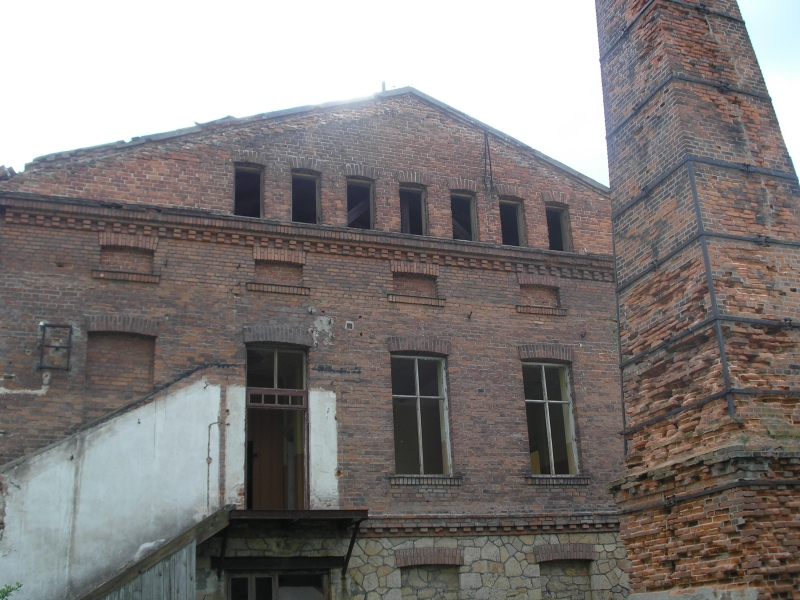
Budynek fabryki
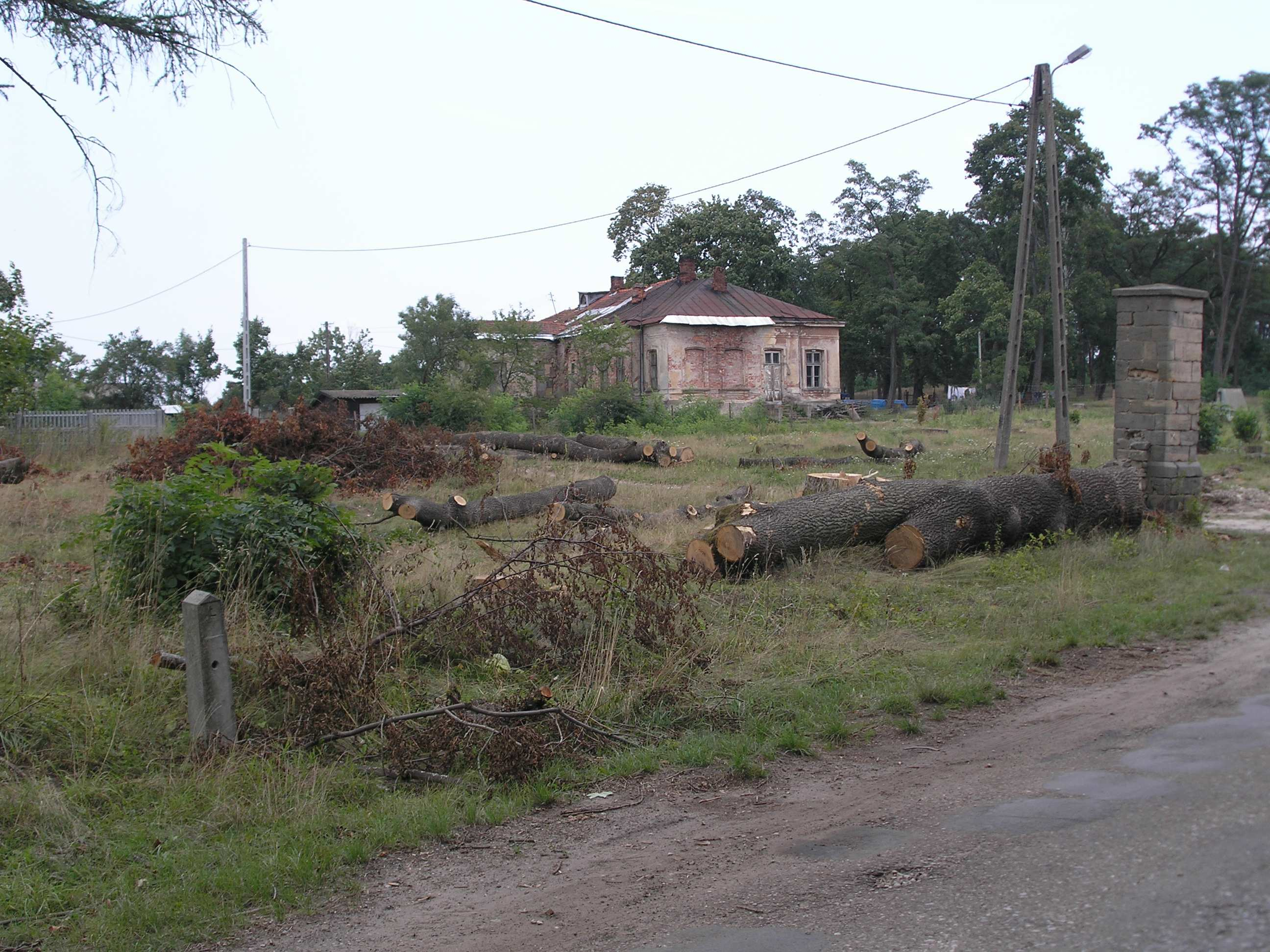
Machory. Park stan obecny
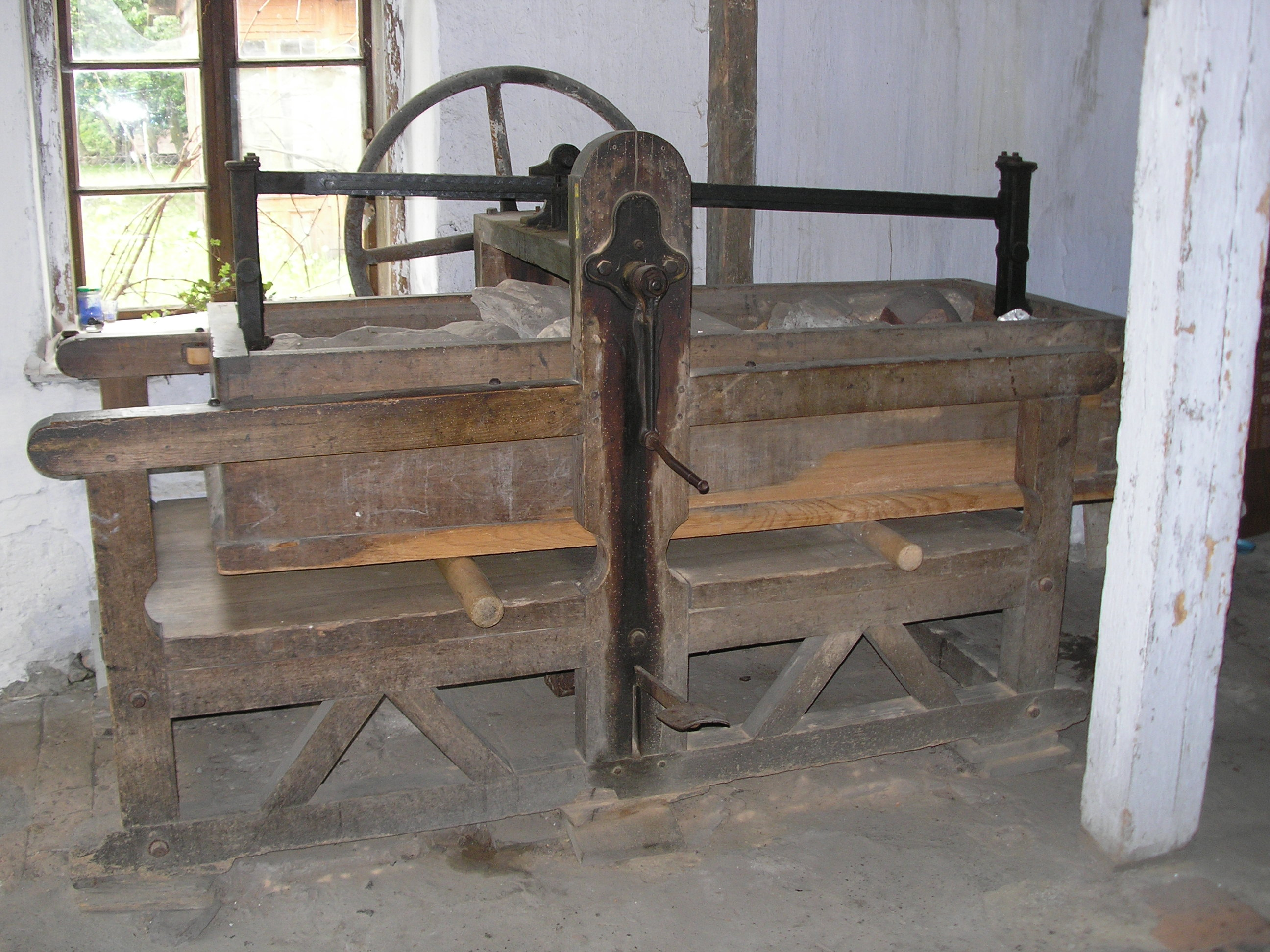
Magiel w sieni domu Dołęgów
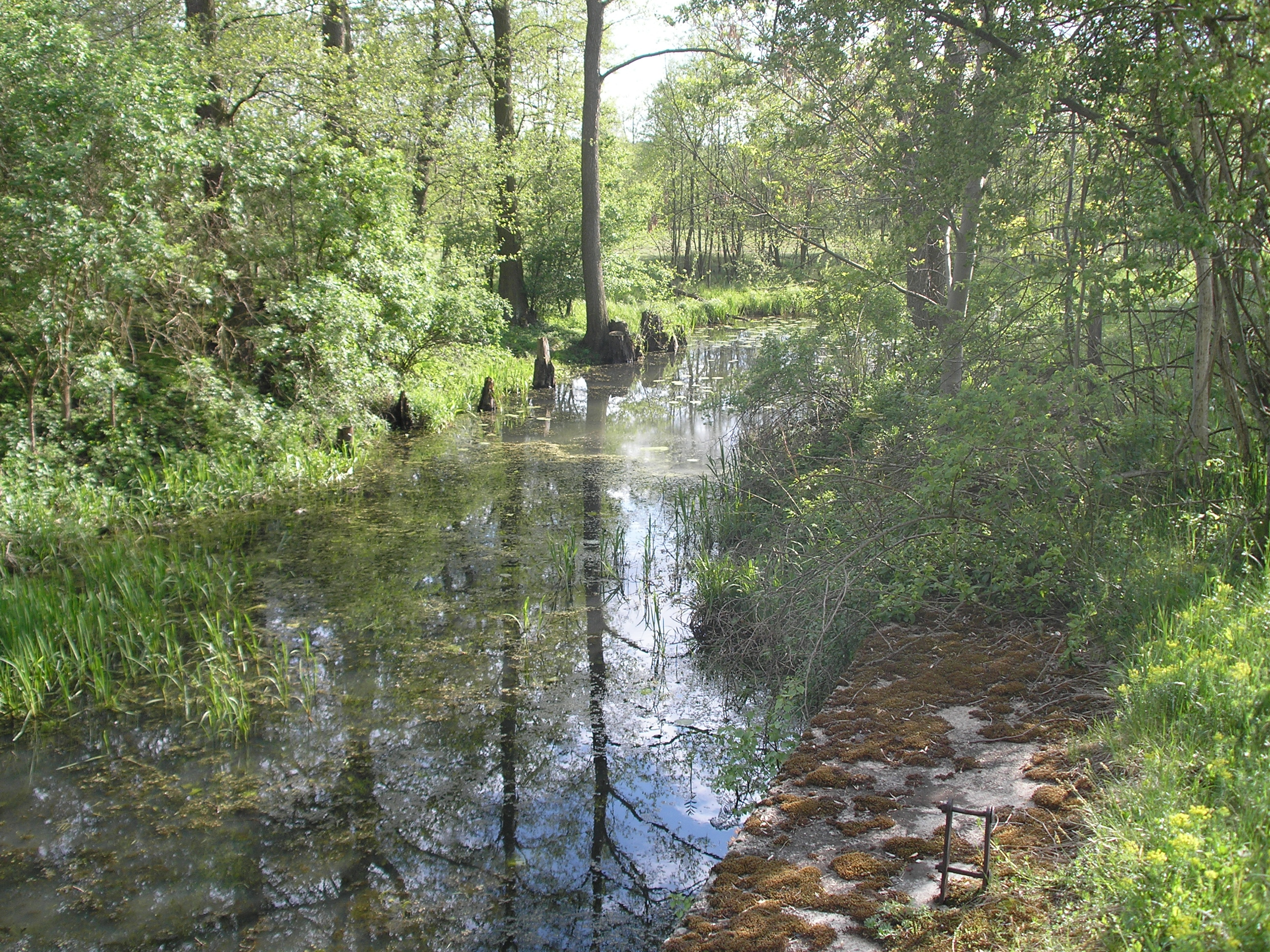
Kanał za turbiną